# Buchhorn
|  | Per a altres significats, vegeu «Comtat de Buchhorn». |

Buchhorn fou una ciutat imperial lliure del Sacre Imperi que va existir de 1275 a 1796. Al segle IX la comarca estava en mans de la família dels Uldalrics (vegeu comtat de Bregenz) i alguns dels seus membres foren comtes de Buchhorn (vegeu comtat de Buchhorn). Llavors era una fortalesa amb un petit establiment comercial de mitja dotzena de cases al costat. La destrucció dels arxius locals en un incendi fan que se sàpiga molt poc de la seva història però sembla que els Hohenstaufen la van fundar com a vila vers 1213-1216 com a escala en la ruta comercial de Ravensburg a Itàlia pel llac de Constança.
El 1275 fou declarada ciutat imperial lliure pel rei Rodolf (junt amb Überlingen i Friburg de Brisgòvia); a causa de problemes econòmics el rei la va prometre als comtes de Werdenberg el 1280; atacada per Sankt Gallen i Constança (Alemanya) fou en part destruïda l'11 de novembre de 1291; en la disputa entre Albert I d'Habsburg i Adolf de Nassau la ciutat va donar suport al primer i quan Adolf va ser derrotat i mort a la batalla de Göllheim (prop de Spira) per Albert el 2 de juliol de 1298, la ciutat es va beneficiar de la generositat del nou emperador i va rebre més drets i privilegis, com ara el dret a celebrar un mercat setmanal sota protecció reial. Malgrat una nova destrucció en 1305 per cinc grans incendis i atacs posteriors a la ciutat pels comtes de Werdenberg, el 1332 aquest va haver d'acceptar la renúncia als drets que se li havien promès el 1280. Per tal d'evitar nous conflictes Buchhorn va ser membre el 1376 de la lliga de les ciutats de Suàbia. Posteriorment la ciutat va tenir força tranquil·litat; fou visitada per l'emperador Segimon dues vegades durant el temps del concili de Constança (1414-1418) i la primavera del 1434 va confiar a la ciutat la custòdia de la corona imperial. Frederic III va visitar la ciutat imperial el 1452. El 1454, atrets per la seva importància per al comerç i la riquesa resultant, va ser saquejada per bandolers dirigits per Hans von Rechenberg però foren rebutjats. En la Revolta Camperola de 1525 i les guerres de religió de la Reforma Protestant va perdre la seva prosperitat.
En la Guerra dels Trenta Anys Buchhorn patit especialment per la disminució del valor dels diners i els allotjaments i els atacs dels soldats espanyols i holandesos. El 1634 les tropes sueques van ocupar la ciutat i li va canviar el nom en Gustavsburg. Després de la final de la guerra i la destrucció total de la vida econòmica va ser difícil tornar a començar i només a poc a poc la ciutat es va recuperar però fou totalment destruïda en les Guerres Napoleòniques per tropes franceses el 1796.